# Гостра могила (пам'ятка природи)
Гостра могила — ботанічна пам'ятка природи місцевого значення в Україні. Розташована на околиці с. Олександрівка Гребінківського району Полтавської області.
Площа — 0,06 га. Створено згідно з рішенням Полтавської обласної ради від 23.06.2010 року. Перебуває в користуванні Олександрівської сільської ради.
Охороняється курган з природною степовою рослинністю, близькою за своєю структурою до прадавніх степів. Угруповання ковили волосистої занесені до Зеленої книги України.